# Oscar Panno
Oscar Roberto Panno (Buenos Aires, 17 marzo 1935) è uno scacchista argentino, grande maestro.
Cominciò a giocare a scacchi nel 1947, all'età di dodici anni, al Club Atlético River Plate; sei anni dopo, a Copenaghen nel 1953, vinse il campionato del mondo juniores (under 20), primo sudamericano a vincere un titolo mondiale. Nello stesso anno vinse il campionato argentino e fu insignito del titolo di maestro internazionale.
Divenuto grande maestro nel 1955, partecipò al torneo interzonale di qualificazione al campionato del mondo del 1957, qualificandosi per il torneo dei candidati, dove tuttavia arrivò nono su dieci partecipanti. Fu inoltre campione sudamericano nel 1957 e campione panamericano nel 1958.
Si ritirò virtualmente dalle competizioni tra il 1958 e il 1968, periodo in cui si dedicò all'ingegneria civile, ottenendo la laurea a Buenos Aires nel 1962. Al suo ritorno sulla scena scacchistica ottenne diversi risultati importanti, tra cui la vittoria nel torneo di Buenos Aires 1968, una nuova vittoria al campionato sudamericano (1969) e due vittorie nel torneo di Palma di Maiorca (nel 1971 e 1972). Fu inoltre uno dei secondi di Viktor Korčnoj nel campionato mondiale del 1978 contro Anatolij Karpov.
Panno ha rappresentato l'Argentina in undici olimpiadi degli scacchi, vincendo cinque medaglie: due individuali (oro a L'Avana 1966 e bronzo a Monaco di Baviera 1958, entrambe in seconda scacchiera) e tre di squadra (argento a Amsterdam 1954, bronzo a Monaco di Baviera 1958 e a Varna 1962)..
Ha dato il nome ad una variante della difesa est-indiana:

1. d4 Cf6 2. c4 g6 3. Cc3 Ag7 4. Cf3 d6 5. g3 0-0 6. Ag2 Cc6 7. 0-0 a6 8. h3 Tb8